# Кочламазашвили, Георгий Иванович
Георгий Иванович Кочламазашвили (1892 год, село Шрома, Сигнахский уезд, Тифлисская губерния, Российская империя АССР Аджаристан, ССР Грузия — неизвестно, село Шрома, Лагодехский район, Грузинская ССР) — бригадир колхоза «Ленинис андердзи» Лагодехского района, Грузинская ССР. Герой Социалистического Труда (1950).

## Биография
Родился в 1897 году в крестьянской семье в селе Шрома Сигнахского уезда (сегодня — Лагодехский муниципалитет). После получения начального образования трудился в личном сельском хозяйстве. Во время коллективизации вступил в колхоз «Ленинис андердзи» Лагодехского района (председатель — Герой Социалистического Труда Георгий Александрович Гочелашвили, преемник — Георгий Виссарионович Натрошвили, удостоен звания Героя Социалистического Труда в 1948 году, лишён — в 1956 году). Трудился рядовым колхозником, в послевоенные годы — звеньевым табаководческого звена.
В 1949 году звено под его руководством собрало в среднем с каждого гектара по 28,6 центнера табака сорта «Трапезонд» с площади 6,4 гектара. Указом Президиума Верховного Совета СССР от 3 июля 1950 года удостоен звания Героя Социалистического Труда за «получение высоких урожаев кукурузы, табака и картофеля в 1949 году» с вручением ордена Ленина и золотой медали «Серп и Молот» (№ 5370).
Этим же Указом званием Героя Социалистического Труда были награждены труженики колхоза «Ленинис андердзи» звеньевые Геронтий Арсенович Вачадзе, Поре Георгиевич Джибгашвили (лишён звания в 1962 году) и Николай Сабаевич Мчедлишвили.
После выхода на пенсию проживал в родном селе Шрома Лагодехского района. Дата его смерти не установлена.